# 小野弥一
小野 弥一（おの やいち、1884年（明治17年）2月26日 - 1939年（昭和14年）4月6日）は、日本の海軍軍人。海軍兵学校33期。最終階級は海軍中将。

## 経歴
山口県玖珂郡玖珂町（現岩国市）出身。小野友蔵長男。岩国中学校を経て、1905年11月海軍兵学校（33期）を卒業。1906年12月に海軍少尉任官。1912年に海軍大学校乙種及び海軍大学校専修を卒業した後、音羽、韓崎の航海長を経て、1915年軍艦政本部艤装員として英国で建造中だった駆逐艦江風の艤装に従事する。
1916年海軍少佐任官。浅間、鞍馬、霧島、比叡の航海長を歴任し、1920年富士（運用術練習艦）教官兼海軍大学校教官に就任。1921年に海軍中佐に任官、海軍大学校教官専任となる。1923年（大正12年）9月関東大震災が起こり、一ヶ月間海軍震災救護委員会委員として服務する。
1925年海軍大佐に任官し、尻矢特務艦長（1925年）、鬼怒艦長（1926年）を務める。1927年（昭和2年）に春日（運用術練習艦）教官兼富士（運用術練習特務艦）教官となり、翌年足柄艤装員長を務めた後、1929年から春日艦長兼富士特務艦長、1931年には海軍大学校教官も兼ねた。　
1931年海軍少将に任官し、海軍大学校高級将校講習員として軍令部に出仕。1932年（昭和7年）水路部長となり、海図「日本海西部」「太平洋」「濠洲北部及附近諸島諸海」などの制作にあたる。臨時港湾調査会委員、航空評議会臨時評議員、震災予防評議会評議員、臨時ローマ字調査会委員、地震研究所業務嘱託、測地学委員会委員、学術研究会議会員、土木会議臨時議員を兼務し、1934年日本学術振興会学術部第六常置委員会委員。
1933年(昭和8年）に水路部で満州北部松花江の天測を行った際は、二週間余り現地に赴いている。また、1934年（昭和9年）3月に水雷艇友鶴遭難事件、翌年10月に赤軍第四艦隊艦艇遭難事件が起こり、両事件の査問会委員を務めた。
1935年（昭和10年）海軍中将任官。軍令部出仕の後、同年予備役となり、株式会社東京計器製作所顧問に就く。1939年（昭和14年）4月6日、敗血症により築地海軍軍医学校診療部において死去。

## 栄典
位階
- 1907年（明治40年）2月12日 - 正八位[9]
- 1936年（昭和11年）1月13日 - 正四位[10]

勲章等
- 1934年（昭和9年）4月29日 - 勲二等瑞宝章[11]